# 波岡一喜
波岡 一喜（なみおか かずき、本名同じ、1978年8月2日 - ）は、日本の俳優。大阪府出身。えりオフィス所属。

## 来歴
大阪府立高津高等学校、早稲田大学政治経済学部卒業。大学時代は早稲田大学演劇研究会に所属、大学2年のときに文学座附属演劇研究所夜間部39期生になる。
2004年に『プライド』（フジテレビ系列）でドラマデビュー
。同年、映画『パッチギ!』（2004年製作、2005年公開）の準主演モトキ・バンホー役、『幻星神ジャスティライザー』で神野司郎/デモンナイト役を演じた。2006年にテレビドラマ初主演作となる『ライオン丸G』が放送された。2014年の『ベイブルース 25歳と364日』で映画初主演。
2019年、41歳で自身初となるデジタル限定写真集『FOURTY』が発売。また、同年のフィギュアスケーターの高橋大輔主演のアイススケートショー『氷艶hyoen2019－月光かりの如く－』に出演し、スケートの腕前を披露して話題になった。

## エピソード

### 子供時代
子供のころは気の弱い性格で保育園ではいじめられて登園拒否、その後は小学校まで幼稚園などには行かなかったことを2010年7月のブログで明かしている。幼児期に引っ越し、親の知人の2人の子供と親しくなると、その子たちは性格もケンカも強い子だった。2人からケンカのコツを教わったことで小学1年生から急激にケンカに強くなり、性格も強く活発になった。小学校と中学校でバスケットボールをやっていた。
小学校5年生の時にドラマ『東京ラブストーリー』を見たことがきっかけで、漠然と俳優になりたいと思い始めた。その後高校1年生から、学校に行く傍ら大阪の俳優養成所に入所。当初「高校卒業したら上京して俳優になろう」と考えていたが、母親から上京の条件に大学進学するよう告げられた。高校時代は勉強を疎かにしていたため現役では大学進学できず、母親に土下座して1年間浪人する費用を出してもらった後、横浜の学習塾の寮で暮らした。寮は門限などがある厳しい生活だったが、塾の授業に加えて毎日約10時間必死に勉強し、翌年早稲田大学に合格した。

### 大学時代の演技の勉強
大学2年の頃、文学座研究生上がりの俳優・松田優作が好きだったことから文学座養成所夜間部を受けて合格。以後昼間に様々なバイトをして夜に芝居の稽古という日々を送った。研究所に1年間通ったが上に上がれずに退所となったが、ここで教わった芝居の基礎や新劇の勉強などはその後の俳優人生の糧となった。
後日芸能事務所に所属して年に3、4本舞台に出演しながら、自主制作映画にも出演。上記のように芝居とバイトに明け暮れて大学にはあまり行かなかったが、ゼミの教授やゼミ仲間の手助けにより何とか4年で卒業できた。

### 本格的に俳優の道へ
25歳の時、ドラマ『プライド』のアイスホッケーチーム「ブルースコーピオンズ」のメンバーとしてレギュラー出演したことが、役者人生の転機となった。オーディションでは数回に渡りスケート技術の審査が行われ、当時本人はちょっと滑れるレベルだったが1か月間練習し、オーディションの期間中に上達して役を勝ち取った。翌年公開の『パッチギ!』のオーディションでは、三次審査で「学生時代はやんちゃで悪いことやケンカもいっぱいしたけど、母親は大事に思っている」という生い立ちを話した。すると井筒が「ほー、そうか。こいつはモトキ・バンホーがええんちゃうか？」とスタッフに感想を述べた後、同役に抜擢された。
19歳頃から何度か舞台に出演していたため、演技に少なからず自信があった。しかし、撮影期間中は監督の井筒和幸から「学芸会みたいな芝居はやめろ！」「何となく台本を読んで現場に来るな！」など散々しごかれた。笑うシーンでは、200回以上笑うも「フィルムの無駄」と言われ、カメラを回さずに助監督と2人でずっと笑うが本番で使われたのは5秒程度だった。
このため京都での撮影の2か月間で7kg痩せるほど演じ方に悩み、撮影中毎晩同室の小出恵介と「明日撮影が休みになれば良い」と話した。しかし撮影後に事務所へ井筒から電話があり、「どこに出しても辛くないようにしてやった」と言われ、実際それ以上に辛いと感じた仕事はないと語る。同作の演技が周りから認められたことで、公開後から仕事のオファーが一気に増えた。その後、27歳でバイトを辞めて俳優業だけで何とか食べていけるようになった。

### 特撮作品
長男が幼い頃に特撮ヒーロードラマを観るようになり、「自身の活躍する姿を子供にも見せたい」という想いが芽生えたことから、マネージャーに打診して『仮面ライダー鎧武/ガイム』への出演が実現した。
2010年7月のブログでデモンナイトについて「他のラストもあったがあれで良かったと思う」「DVDは貰っていない」と答えている。また、同作ではデモンナイトのスーツアクターを務めた白濱孝次へ演技の要望を逐一伝えていたが、『仮面ライダー鎧武/ガイム』では仮面ライダーシグルドのスーツアクターを務めた金子起也に演技を任せている。
2010年7月のブログで「一番印象的で難しかった役柄」と「もう一回やってみたいと思う役柄」として、『ライオン丸G』を挙げている。

## 人物
自身のブログで、2006年11月11日に一般人の女性と婚姻して2007年9月24日に女児を授かったことを報告し、2010年6月23日に第2子男児、2016年6月7日に第3子女児それぞれを授かった。
育児には積極的で、ママチャリで幼稚園へ送迎したり遠足にも随伴している。ただし家事は不得手で、妻が実家へ帰ると麦茶の淹れ方が分からず、洗濯機の使い方を妻に電話で尋ねたことがある。共演者に「お米の水の配分とか難しいですよね」聞かれ「水の配分…？」と炊飯器の使い方すら知らなかった。掃除も苦手で、部屋を汚したくないために菓子やパンなどを食す際はゴミ箱を抱えるという。
基本的にインドア派で、外に飲みに行ったり遊びに行くことはあまりしないとのこと。一度映画『クローズ』の共演者の誕生日で共演者全員と飲み、泥酔し、起きたら靴下がびしょびしょで妻に「靴下びしょびしょやねんけど」と聞いたら「覚えてないの？子供の車のおもちゃをトイレと間違えてたわよ。」と呆れられた事がある。
フリーアナウンサーの八木早希は中学の同級生で、元東京都議会議員でレゲエ歌手のleccaは大学の同級生である。
上地雄輔とは親友で何でも話せる仲である。
『パッチギ！』で芝居作りや役者としての心構えなどを厳しく指導してくれた井筒和幸について「僕を役者にしてくれた恩人」と評している。
大学受験では早稲田大学に加え、慶應義塾大学、上智大学、一橋大学、立教大学にも合格していた。その中から早稲田大学に選んだ理由は、演劇に打ち込みやすい環境に加え、吉永小百合やタモリなどの有名人の出身大学で「早稲田に行けば芸能人として売れる」というイメージを持っていたことから。
以前は「芝居の現場は戦争」と考えており、オーディションでメンチを切るなど他の俳優に対して対抗心を抱いていたが、子供が出来てからは考えを改め若手を見守る立場をとっている。
2021年のチャレンジは「ピアノで『戦場のメリークリスマス』を弾く」。年末にストリートピアノでその成果を披露した。
2022年のチャレンジは「ブログを毎日更新する」とし、そのとおり実行した。

## 出演

### 映画
- パッチギ!（2005年1月22日公開、シネカノン、監督：井筒和幸） - モトキ・バンホー
- 電車男（2005年6月4日公開、東宝、監督：村上正典） - ホスト
- 不良少年（ヤンキー）の夢（2005年10月15日公開、オムロ / キネマスターフィルム、監督：花堂純次） - 徳永
- 痴漢男（2005年11月19日公開、トルネード・フィルム、監督：寺内幸太郎） - 三宅俊介（サラリーマン）
- 東京大学物語（2006年2月25日公開、SUPLEX / エム・エフボックス、監督：江川達也） - 佐野義明
- 真夜中の少女たち 第1話「シブヤドロップス」（2006年8月12日公開、デジタルサイト、監督：堀江慶） - テツ
- 東京フレンズ The Movie（2006年8月12日公開、松竹、監督：永山耕三）
- 海と夕陽と彼女の涙 ストロベリーフィールズ（2006年9月16日公開、ビデオプランニング、監督：太田隆文） - 鉄男
- ワイルド・スピードX3 TOKYO DRIFT（2006年9月16日公開、UIP、監督：ジャスティン・リン） - タカシの子分#01（※初の海外進出作、カメオ出演）
- 暗いところで待ち合わせ（2006年11月25日公開、ファントム・フィルム、監督：天願大介） - 若木
- 純愛 JUN-AI（2007年8月18日公開、プロジェクトデザイン、監督：ジャン・チンミン） - 黒崎（関東軍小隊長）
- BOYS LOVE 劇場版（2007年9月1日公開、トルネード・フィルム、監督：寺内康太郎）
- HERO（2007年9月8日公開、東宝、監督：鈴木雅之） - 梅林圭介
- クローズZEROシリーズ（東宝、監督：三池崇史） - 鷲尾郷太
  - クローズZERO（2007年10月27日公開）
  - クローズZEROII（2009年4月11日公開）
- ミッドナイト イーグル（2007年11月23日公開、松竹、監督：成島出） - 平田俊夫（仮名・実は脱北者）
- 北辰斜にさすところ（2007年12月22日公開、東京テアトル、監督：神山征二郎） - 重松俊明
- KAMACHOP カマチョップ（2008年1月5日公開、革命トマト、監督：松本庵路） - 田所伸介
- 歓喜の歌（2008年2月2日公開、シネカノン、監督：松岡錠司） - 塚田尚人
- L change the WorLd（2008年2月9日公開、ワーナー・ブラザース映画、監督：中田秀夫） - F
- ちいさな恋のものがたり（2008年4月19日公開、Surfrider.Inc、監督：萩原将司） - 谷良太
- サンシャイン デイズ 劇場版（2008年5月31日公開、ゼアリズエンタープライズ、監督：喜多一郎） - 吉本夏彦
- カメレオン（2008年7月5日公開、東映、監督：阪本順治） - 吉田純
- ビルと動物園（2008年7月19日公開、アートポート、監督：齋藤孝） - 漁師
- トウキョウソナタ（2008年9月27日公開、ピックス、監督：黒沢清） - 会社の面接官
- ラブファイト（2008年11月15日公開、東映、監督：成島出） - タケ
- 少年メリケンサック（2009年2月14日公開、東映、監督：宮藤官九郎） - 若き日の春夫
- オンナゴコロ（2009年3月7日公開、Breath / GPミュージアムソフト、監督：松田礼人） - テツ
- フィッシュストーリー（2009年3月20日公開、ショウゲート、監督：中村義洋） - 悟
- ドロップ（2009年3月20日公開、角川映画、監督：品川ヒロシ） - 森木隆
- 喧嘩高校軍団 特攻!國士義塾VS.朝高（2009年4月18日公開、ブルー・カウボーイ、監督：金丸雄一） - 主演・金十九（キム・ジャンク）
- 光る（2009年5月23日公開、監督：旭井寧） - リョウ
- 刺青 背負う女（2009年6月6日公開、アートポート、監督：堀江慶） - 平田タケシ
- BALLAD 名もなき恋のうた（2009年9月5日公開、東宝、監督：山崎貴） - 彦蔵
- イエローキッド（2010年1月30日公開、ユーロスペース、監督：真利子哲也） - 三国
- ゴールデンスランバー（2010年1月30日公開、東宝、監督：中村義洋） - 田中徹
- パレード（2010年2月20日公開、ショウゲート、監督：行定勲） - 松園浩志
- 年少バトルロワイヤル（2010年4月17日公開、メディア・ワークス、監督：大月栄治） - 主演・桐生麻人
- ゼブラーマン -ゼブラシティの逆襲-（2010年5月1日公開、東映、監督：三池崇史） - 衣装デザイナー
- 十三人の刺客（2010年9月25日公開、東宝、監督：三池崇史） - 島田新左衛門（御目付役）の足軽 石塚利平
- SP THE MOTION PICTURE（東宝、監督：波多野貴文） - 外務省国際テロ対策協力室 主任 安斎誠
  - SP THE MOTION PICTURE 野望篇（2010年10月30日）
  - SP THE MOTION PICTURE 革命編（2011年3月12日）
- ゴースト もういちど抱きしめたい（2010年11月13日公開、パラマウント ピクチャーズ ジャパン / 松竹、監督：大谷太郎） - 高田刑事
- SPACE BATTLESHIP ヤマト（2010年12月1日、東宝、監督：山崎貴） - 加藤
- 青い青い空（2011年3月5日公開、キットクルー、監督：太田隆文） - 八代和樹（現代文教師・書道部顧問）
- BADBOYS（2011年3月26日公開、全力エージェンシー、監督：窪田崇） - 「BEAST」メンバー 高間数俊
- 岳-ガク-（2011年5月7日公開、東宝、監督：片山修） - 三歩の親友
- ヘルドライバー（2011年7月23日公開、日活、監督：西村喜廣） - カイト
- 忍たま乱太郎（2011年7月23日公開、ワーナー・ブラザース映画、監督：三池崇史） - ドクササコの凄腕忍者
- 探偵はBARにいるシリーズ（東映、監督：橋本一） - 佐山
  - 探偵はBARにいる（2011年9月10日公開）
  - 探偵はBARにいる2 ススキノ大交差点（2013年5月11日公開）
- アサシン（2011年10月8日公開、ゴー・シネマ、監督：小原剛）
- 一命（2011年10月15日公開、松竹、監督：三池崇史） - 川辺右馬助
- マッドドッグ（2011年10月22日公開、メディア・ワークス、監督：辻裕之） - 少年時代のジン（任龍会組長の実子）
- 犬の首輪とコロッケと（2012年1月28日公開、ファントム・フィルム、監督：長原茂樹）
- 逆転裁判（2012年2月11日公開、東宝、監督：三池崇史） - カップルの<女>
- ラストポリス〜ニートたちの挽歌〜（2012年2月25日公開、ジョリー・ロジャー、監督：坂田佳弘）
- 仁義の戦い（2012年6月23日公開、メディア・ワークス、監督：城島想一） - 主演・板倉組若頭 早坂
- 激動の疵（2012年7月28日公開、メディア・ワークス、監督：浅生マサヒロ） - 墨田組 ユキオ
- 劇場版 私立バカレア高校（2012年10月13日公開、ショウゲート、監督：窪田崇） - 梶原剛
- さまよう獣（2013年2月2日公開、マコトヤ、監督：内田伸輝） - マサル
- 舟を編む（2013年4月13日公開、松竹 / アスミック・エース、監督：石井裕也） - 編集者
- 図書館戦争シリーズ（東宝、監督：佐藤信介） - 進藤
  - 図書館戦争（2013年4月27日公開）
  - 図書館戦争-THE LAST MISSION-（2015年10月10日公開）
- 地獄でなぜ悪い（2013年9月28日公開、キングレコード / ティ・ジョイ、監督：園子温） - 劇中映画の俳優
- セブンデイズ リポート（2014年2月8日公開、よしもとクリエイティブ・エージェンシー、監督：近藤真広） - 田口
- 修羅の伝承 荒ぶる狂犬（2014年3月29日公開、メディア・ワークス、監督：辻裕之） - 秋山秀一
- THE NEXT GENERATION -パトレイバー-（松竹メディア事業部） - 鉢野一郎
  - 第4話「野良犬たちの午後」（2014年7月12日公開、監督：辻本貴則）
  - 第10話「暴走! 赤いレイバー」（2014年11月29日公開、監督：田口清隆）
- 劇場版 仮面ライダー鎧武 サッカー大決戦!黄金の果実争奪杯!（2014年7月19日、東映、監督：金田治） - シド / 仮面ライダーシグルド
- 少女は異世界で戦った（2014年9月27日公開、MAMEZO PICTURES、監督：金子修介）
- ベイブルース 〜25歳と364日〜（2014年10月30日公開、よしもとクリエイティブ・エージェンシー、監督：高山トモヒロ） - 主演・高山知浩
- 25 NIJYU-GO（2014年11月1日公開、東映、監督：鹿島勤） - 浅野和馬
- 夜だから Night,Because（2014年11月8日公開、キャンター、監督：福山功起） - 主演・タイチ
- おかあさんの木（2015年6月6日公開、東映、監督：磯村一路） - 小林哲也
- ラブ&ピース（2015年6月27日公開、アスミック・エース、監督：園子温） - 良一のアパートの隣人
- 青春ディスカバリーフィルム -いつだって青春編-「張り込みメシ」（2015年8月8日公開、トキメディアワークス、監督：城定秀夫） - 主演・鮫島
- 9つの窓「先客あり」（2016年2月6日公開、キャンター、監督：小川和也） - 前島五郎
- ガチバンシリーズ（AMGエンタテインメント） - 塩田丸雄
  - 闇金ドッグス2（2016年4月9日、監督：土屋哲彦）[16]）
  - 闇金ドッグス3（2016年5月21日、監督：土屋哲彦）[16]
  - ダブルドライブ 狼の掟（2018年8月25日公開、監督：元木隆史）
  - ダブルドライブ 龍の絆（2018年9月22日公開、監督：元木隆史）
- 彼女の人生は間違いじゃない（2017年7月15日公開、ギャガ、監督：廣木隆一） - 五十嵐
- blank13（2018年2月3日公開、クロックワークス、監督：斎藤工） - 武藤（取立）
- 名前（2018年6月30日公開、アルゴ・ピクチャーズ、監督：戸田彬弘） - 森本（工場）
- オボの声（2018年10月20日公開、T-artist、監督：齋藤孝）
- メサイア 幻夜乃刻（2018年11月17日公開、トリプルアップ、監督：山口ヒロキ） - ヤマシロ
- レディ in ホワイト（2018年11月23日公開、太秦、監督：大塚祐吉） - 松山翔平
- LOVEHOTELに於ける情事とPLANの涯て（2019年1月18日公開、HIGH BROW CINEMA、監督：宅間孝行） - ウォン[17]
- 居眠り磐音（2019年5月17日公開、松竹、監督：本木克英） - 天童赤児[18]
- GOZEN-純恋の剣-（2019年7月5日公開、東映ビデオ、監督：石田秀範） - 望月甲斐正[19]
- アルキメデスの大戦（2019年7月26日公開、東宝、監督：山崎貴） - 大里商船の事務員
- 地獄少女（2019年11月15日公開、ギャガ、監督：白石晃士） - 工藤仁[20]
- 決算!忠臣蔵（2019年11月22日公開、松竹、監督：中村義洋） - 河村伝兵衛
- メビウスの悪女 赤い部屋（2020年8月21日公開、ブラウニー、監督：窪田将治） - 杉浦成之
- ある用務員（2021年1月29日公開、キグー、監督：阪元裕吾） - 遠藤[21]
- 劇場版・打姫オバカミーコ（2021年2月5日公開、アイエス・フィールド、監督：松田圭太） - 我鷹愁[22]
- 裸の天使　赤い部屋（2021年4月2日公開、キングレコード、監督：窪田将治） - 杉浦成之
- 聖なる蝶　赤い部屋（2021年4月16日公開、キングレコード、監督：窪田将治） - 主演　杉浦成之
- 護られなかった者たちへ（2021年10月1日公開、松竹、監督：瀬々敬久） - 鈴木将[23]
- 西成ゴローの四億円（2022年） - 飯島英樹[24] [25]
  - [前篇] 西成ゴローの四億円（2021年11月9日TOHOシネマズ シャンテ特別先行、2022年1月29日大阪先行、2月12日全国ロードショー、吉本興業　チームオクヤマ　シネメディア、監督：上西雄大）
  - [後篇] 西成ゴローの四億円-死闘篇-（2021年11月9日TOHOシネマズ シャンテ特別先行、2022年2月5日大阪先行、2月19日全国ロードショー、吉本興業　チームオクヤマ　シネメディア、監督：上西雄大）
- ノイズ（2022年1月28日公開、ワーナー・ブラザーズ映画、監督：廣木隆一） - 酒井義昭[26]
- 月の満ち欠け（2022年12月2日公開、松竹、監督：廣木隆一） - 店長[27]
- BAD CITY（2023年） - 桜田組若頭補佐 村田
- 宮古島物語ふたたヴィラ（2023年3月18日公開、10ANTS、監督：上西雄大）[28]
- BLUE FIGHT 〜蒼き若者たちのブレイキングダウン〜（2025年、監督：三池崇史）- 先輩
- 鬼ベラシ（2025年6月13日公開、キグー、監督：大森研一）[29]
- こんな事があった（2025年9月13日公開予定、イーチタイム、監督：松井良彦）[30]
- 牙狼＜GARO＞TAIGA（2025年10月17日〈予定〉、東北新社） - 白虎 役[31]

### テレビドラマ
- プライド（2004年1月12日 - 3月22日、フジテレビ） - 西田成純
- 幻星神ジャスティライザー 第18話 - 最終話（2005年2月5日 - 9月24日、テレビ東京） - デモンナイト / 神野司郎
- ごくせん 第7話（2005年2月26日、日本テレビ） - 田辺
- 恋する日曜日〈BabyBaby〉 （2005年6月5日、BS-i） - 今井
- 電車男（2005年7月7日 - 9月22日、フジテレビ） - 岸和田
  - 電車男 もう一つの最終回スペシャル（2005年10月6日）
  - 電車男DELUXE 最後の聖戦（2006年9月23日）
- 海猿 UMIZARU EVOLUTION 第4話（2005年7月26日、フジテレビ） - 徳永雅也
- 今夜ひとりのベッドで 第9話（2005年12月15日、TBS） - 若い男
- 女王蜂（2006年1月6日、フジテレビ） - 大道寺欣造（青年時代
- アンフェア 第1話（2006年1月10日、関西テレビ・フジテレビ系） - 田中良二
- 探偵ブギ 第3話（2006年1月24日、東京MXテレビ） - 内田敦
- 弁護士のくず 第2話（2006年4月20日、TBS） - 佐橋准哉
- 心霊探偵 八雲 第12話・最終話（2006年6月20日・27日、テレビ東京） - 達也
- 月曜ゴールデン 税務調査官・窓際太郎の事件簿14（2006年8月21日、TBS） - 東本浩一
- ケータイ刑事 銭形雷2ndシリーズ 第10話（2006年9月2日、BS-i） - 田沢孝治
- ライオン丸G（2006年10月2日 - 12月25日、テレビ東京） - 主演・獅子丸 / ライオン丸
- たったひとつの恋 第4話・第5話（2006年11月4日・11日、日本テレビ） - 山下
- のだめカンタービレ Lesson7 - Last Leason（2006年11月27日 - 12月25日、フジテレビ） - 片山智治
  - のだめカンタービレ 新春スペシャル in ヨーロッパ（2008年1月4日・5日）
- 仮面ライダー電王 第3話・第4話（2007年2月11日・18日、テレビ朝日） - 山越佑
- まるまるちびまる子ちゃん 第11話（2007年7月12日、フジテレビ） - 20年後の花輪くん
- 探偵学園Q 第7話（2007年8月14日、日本テレビ） - 美作竜介
- ほんとにあった怖い話 夏の特別編2007「幽惑ドライブ」（2007年8月28日、フジテレビ） - 小板誠人
- サンシャイン デイズ 第4話 - 第10話、最終話（2007年9月16日 - 11月25日、12月9日、テレビ神奈川他） - 吉本夏彦
- 連続テレビ小説（NHK）
  - ちりとてちん（2007年10月 - 2008年3月） - 土佐屋尊健
  - ごちそうさん 第134話 - 第136話、第138話・第139話、第142話、第148話（2014年3月11日 - 13日・15日・17日・20日・27日） - 香月
  - わろてんか 第55話 - 第66話、第89話 - 第91話（2017年12月4日 - 16日、2018年1月18日 - 20日） - 月の井団吾
- 働きマン 第3話（2007年10月24日、日本テレビ） - 情報屋
- ドラマW 孤独の歌声（2007年11月11日、WOWOW） - 赤松秀樹
- 姿三四郎（2007年12月6日、テレビ東京） - 檜垣源之助
- 1ポンドの福音（2008年1月12日 - 3月8日、日本テレビ） - 児島
- 24時間あたためますか?〜疾風怒涛コンビニ伝〜 第4章「自殺名所のコンビニ」（2008年3月15日、日本テレビ） - 小柳茂男
- 秘書のカガミ 最終話（2008年6月28日、テレビ東京） - 富樫公久
- 音女 085「引かれるオトメ」（2008年9月4日、テレビ朝日）
- ケータイ捜査官7 第22話（2008年9月17日、テレビ東京） - 矢部和成
- ガリレオΦ（2008年10月4日、フジテレビ） - 友永邦宏
- 土曜ワイド劇場「炎の警備隊長・五十嵐杜夫7」（2008年11月1日、テレビ朝日） - 徳永晋
- ひるドラ おちゃべり 第18話（2009年3月25日、毎日放送・TBS系） - 寺内健太
- Go Ape ゴー・エイプ（2009年3月28日、WOWOW） - 間宮一輝
- 白い春 最終話（2009年6月23日、関西テレビ・フジテレビ系） - 山倉和也
- ぼくの妹 最終話（2009年6月28日、TBS） - 築山達夫
- メイド刑事 Mission2（2009年7月3日、テレビ朝日） - 三津田秀一
- オトメン（乙男）〜夏〜 第5話（2009年9月5日、フジテレビ） - ジュン
- ギネ 産婦人科の女たち 第1話（2009年10月14日、日本テレビ） - 友子の夫
- まっすぐな男 第2話（2010年1月19日、関西テレビ・フジテレビ系） - 国枝
- ハンチョウ〜神南署安積班〜 第2シリーズ 最終話（2010年3月22日、TBS） - イ・ジョンテ
- 大仏開眼（2010年4月3日・10日、NHK総合） - 藤原広嗣
- ヤンキー君とメガネちゃん 第1話・第2話、第6話、第9話（2010年4月23日・30日、5月28日、6月18日、TBS） - 相模
- ドラマ10芸能社 第3シリーズ「天使のわけまえ」編 / 第6シリーズ「フェイク」編 最終話（2010年7月6日 - 8月3日 / 2011年2月8日、NHKワンセグ2） - 立見義正
- 科捜研の女（テレビ朝日）
  - Season 10 第6話（2010年8月19日） - 今井健人
  - 新春スペシャル（2015年1月18日） - 角沢恭二
  - Season 17 第15話（2018年3月1日） - 中川智也
  - Season 20 第3話（2020年11月5日） - 堺田茂樹
- GOLD 第8話（2010年8月26日、フジテレビ） - 男
- 雪冤（2010年9月29日、テレビ東京） - 長尾孝之
- ギルティ 悪魔と契約した女 第1話・第4話（2010年10月12日・11月2日、関西テレビ・フジテレビ系） - 菅沼俊也
- クロヒョウシリーズ（MBS・TBS系） - 二岡孝造
  - クロヒョウ 龍が如く新章 第2話 - 最終話（2010年10月13日 - 12月22日）
  - クロヒョウ2 龍が如く 阿修羅編 第1話 - 第7話（2012年4月6日 - 5月18日、MBS / 4月9日 - 5月21日、TBS）
- FACE MAKER 第7話（2010年11月18日、読売テレビ・日本テレビ系） - 進藤光晴
- 土曜時代劇 桂ちづる診察日録 第13話・最終話（2010年12月18日・25日、NHK総合） - 若侍
- ヘブンズ・フラワー The Legend of ARCANA 第3話 - 第7話（2011年1月29日 - 2月26日、TBS） - 孫継星（スン・ジーシン）（※第4話までは声の出演のみ）
- 最上の命医 第4話（2011年1月31日、テレビ東京） - 竹内丈
- 時代劇法廷 CASE3 被告人は田沼意次（2011年2月13日、時代劇専門チャンネル） - 松平定信
- SP 革命前日（2011年3月5日、フジテレビ） - 安斎誠
- 遺留捜査シリーズ（テレビ朝日） - 横山恵一
  - 遺留捜査 第1シリーズ（2011年4月13日 - 6月22日）
  - 遺留捜査 第3シリーズ（2013年4月17日 - 6月12日）
  - 日曜エンタ・ドラマスペシャル 遺留捜査（2013年11月10日）
  - 日曜エンタ・ドラマスペシャル 遺留捜査（2014年10月19日）
  - 日曜エンタ・ドラマスペシャル 遺留捜査（2015年5月17日）
- 陽はまた昇る（2011年7月21日 - 9月15日、テレビ朝日） - 白石大地
- 戦国★男士（2011年10月 - 2012年3月、テレビ神奈川他） - 豊臣秀吉
- 秘密諜報員 エリカ 第4話（2011年10月27日、読売テレビ・日本テレビ系） - 葛西一也
- 俺の空 刑事編 第6話（2011年11月20日、テレビ朝日） - 内堀哲也
- 特命係長 只野仁 ファイナル 第1夜（2012年1月6日、テレビ朝日） - 大西
- 本日は大安なり 第2話 - 第7話、第9話・最終話（2012年1月17日 - 2月21日、3月6日・13日、NHK総合） - 竹内（秘書）
- ダーティ・ママ! 第5話（2012年2月8日、日本テレビ） - 矢沢信司
- 刑事魂（2012年3月31日、テレビ朝日） - 正木克也
- 名探偵コナンドラマスペシャル 工藤新一 京都新撰組殺人事件（2012年4月12日、読売テレビ・日本テレビ系） - 大鷹和洋
- Answer〜警視庁検証捜査官 第1話（2012年4月18日、テレビ朝日） - 河島敬之
- STAND UP!ヴァンガード（2012年5月3日、テレビ東京） - 里見英治
- 私立バカレア高校 第6話（2012年5月13日、日本テレビ） - 梶原剛
- 大河ドラマ（NHK）
  - 平清盛 第19話、第26話 - 第28話（2012年5月13日、7月1日 - 15日） - 源義平
  - 青天を衝け（2021年） - 川村恵十郎[32]
  - どうする家康（2023年） - 本多忠真[33]
- 新・おみやさん 最終話（2012年6月14日、テレビ朝日） - 真田正浩
- 土曜ワイド劇場「ゴーストライターの殺人取材」（2012年8月4日、テレビ朝日） - 里中勇作
  - ゴーストライターの殺人取材2（2015年11月14日）
- BS時代劇 猿飛三世（2012年10月12日 - 11月30日、NHK BSプレミアム） - 服部伴蔵
- レジデント〜5人の研修医 第1話・第4話・第6話（2012年10月18日・11月8日・22日、TBS） - 内海翔
- 最高の離婚 第2話（2013年1月17日、フジテレビ） - 田村（元カレ）
- スペシャルドラマ「必殺仕事人2013」（2013年2月17日、朝日放送・テレビ朝日系） - 片岡悠馬
- 土曜ワイド劇場「天才刑事・野呂盆六7」（2013年3月16日、朝日放送・テレビ朝日系） - 楢井伸至
- 女信長 第1夜（2013年4月5日、フジテレビ）
- めしばな刑事タチバナ 第8話（2013年6月5日、テレビ東京） - 吉岡秀夫
- 仮面ティーチャー 第6話（2013年8月11日、日本テレビ） - 河西
- 仮面ライダー鎧武/ガイム 第1話 - 第31話（2013年10月6日 - 2014年5月25日、テレビ朝日） - シド / 仮面ライダーシグルド
- ハードナッツ! 〜数学girlの恋する事件簿〜（2013年10月20日 - 12月8日、NHK BSプレミアム） - 高垣純
- クロコーチ 第8話（2013年11月29日、TBS） - 青松英二
- 三匹のおっさん〜正義の味方、見参!!〜 第1話（2014年1月17日、テレビ東京） - 宮内
- 鼠、江戸を疾る 第8話（2014年3月13日、NHK総合） - 鉢助
- 匿名探偵 第8話（2014年8月29日、テレビ朝日） - 中西治
- なぜ少女は記憶を失わなければならなかったのか?〜心の科学者・成海朔の挑戦〜（2014年10月1日、日本テレビ） - 中沢渉
- ボーダーライン（2014年10月4日 - 11月1日、NHK総合） - 上島亮太
- 名古屋行き最終列車 （メ〜テレ） - 前田清
  - 名古屋行き最終列車 第3夜（2015年2月4日）
  - 名古屋行き最終列車 第3話（2016年2月4日）
  - 名古屋行き最終列車2017 第1話（2017年2月7日）
  - 名古屋行き最終列車2018 第9話（2018年3月13日）
  - 名古屋行き最終列車2019 第5話（2019年2月19日）
  - 名古屋行き最終列車2020 第1話・第2話（2020年1月28日・29日）
  - 名古屋行き最終列車2022 第2話（2022年1月24日）[34]
- カサネ 第2話（2015年3月10日、テレビ東京） - 九重学
- ドS刑事 第1話（2015年4月11日、日本テレビ） - 田中
- 牙狼＜GARO＞ーGOLD STORMー 翔 第3話（2015年4月25日、テレビ東京） - ハヤシ
- 神谷玄次郎捕物控2 最終話（2015年5月22日、NHK BSプレミアム） - 信助
- シメシ 最終話（2015年7月13日、MBS / 7月15日、TBS） - 大前田健司
- まんまこと〜麻之助裁定帳〜 第3話 - 第7話、第9話・最終話（2015年7月30日 - 9月3日、9月24日・10月1日、NHK総合） - 貞吉
- ドラマスペシャル 所轄魂（2015年9月20日、テレビ朝日） - 倉橋刑事
- 図書館戦争 ブック・オブ・メモリーズ（2015年10月5日、TBS） - 進藤
- 三人兄弟（2015年10月13日 - 12月15日、メ〜テレ） - 真野銅三[35]
  - 三人兄弟2（2016年10月18日 - 12月20日）[36]
- 恋の時価総額（2015年10月23日 - 12月25日、BSスカパー!） - 浜崎ユキト[37]
- HiGH&LOW〜THE STORY OF S.W.O.R.D.〜 第7話 - 最終話（2015年12月3日 - 24日、日本テレビ） - 日向四兄弟・三男
  - HiGH&LOW SEASON2 第1話・第2話（2016年4月24日・5月1日）
- 水曜ミステリー9「刑事 吉永誠一13 湖で拾った女」（2016年1月6日、テレビ東京） - 檜山彰宏
- 立花登青春手控え（2016年5月13日 - 7月1日、NHK BSプレミアム） - 直蔵
  - 立花登青春手控え2（2017年4月7日 - 5月26日）
  - 立花登青春手控え3（2018年11月9日 - 12月21日）
  - 立花登青春手控えスペシャル（2020年1月3日）
- OLですが、キャバ嬢はじめました 最終話（2016年7月18日、MBS / 7月13日、TBS） - 川口宏之（※特別出演）
- 誘拐ミステリー超傑作 法月綸太郎 一の悲劇（2016年9月23日、フジテレビ） - 三浦靖史
- 警視庁 ナシゴレン課（2016年10月18日 - 12月20日、テレビ朝日） - 高見拳次郎
- 月曜名作劇場「赤かぶ検事奮戦記6」（2016年11月28日、TBS） - 及川鉄三
- スター☆コンチェルト〜オレとキミのアイドル道〜（2017年1月10日 - 4月4日、メ〜テレ / 1月11日 - 3月29日、TOKYO MX） - 小須田誠
- 花嵐の剣士 〜幕末を生きた女剣士・中沢琴〜（2017年1月14日、NHK BSプレミアム） - 水上荘十郎
- 大阪環状線 ひと駅ごとの愛物語 Part2 第2話「弁天町駅」（2017年1月25日、カンテレ） - 箕島順平
  - 大阪環状線 Part3 ひと駅ごとのスマイル 第1話「福島駅」（2018年1月17日）
  - 大阪環状線 Part4 ひと駅ごとのスマイル 第1話「新今宮駅」（2018年10月13日）
- 孤独のグルメ Season6 第1話（2017年4月8日、テレビ東京） - 串カツ屋店員 役
- みをつくし料理帖 第5話・第6話・最終話（2017年6月17日・24日、7月8日、NHK総合） - 駒澤弥三郎
  - みをつくし料理帖スペシャル 前編（2019年12月14日）
- アイドル×戦士 ミラクルちゅーんず! 第29話（2017年10月15日、テレビ東京） - 菅野
- 連続ドラマW （WOWOW）
  - 沈黙法廷 第4話・最終話（2017年10月15日・22日） - 奥野豪
  - 黒書院の六兵衛（2018年7月26日 - 8月22日） - 大村益次郎
  - 悪党〜加害者追跡調査〜 最終話（2019年6月16日） - 榎木和也[38]
  - 両刃の斧（2022年11月13日 - 12月18日） - 梶野彬[39]
- 吹く風は秋（2017年12月2日、BSスカパー!） - 慶吉
- モブサイコ100（2018年1月19日 - 4月6日、テレビ東京） - 霊幻新隆
- 最後の晩ごはん 第6話・第7話（2018年2月16日・23日、BSジャパン） - 仁木涼彦
- オー・マイ・ジャンプ! 〜少年ジャンプが地球を救う〜 第8話（2018年3月3日、テレビ東京） - スーザン
- 居酒屋ぼったくり 第6話、第8話、最終話（2018年5月19日、6月2日、6月23日、BS12トゥエルビ） - アキラ
- 京都人の密かな愉しみ Blue 修行中（NHK BSプレミアム） - 萩坂富実夫[40]
  - 京都人の密かな愉しみ Blue 修行中 祝う春（2018年4月14日）
  - 京都人の密かな愉しみ Blue 修業中 燃える秋（2021年1月30日）
  - 京都人の密かな愉しみ Blue 修業中 門出の桜（2022年5月28日）
- 執事 西園寺の名推理 第3話（2018年4月27日、テレビ東京） - 安達修
- 逃亡花 第4話（2018年5月13日、BSジャパン） - 山元
- 極道めし 最終話（2018年9月22日、BS ジャパン） - チンピラ
- ブラックスキャンダル 第1話・第2話・最終話（2018年10月4日・11日、12月6日、読売テレビ・日本テレビ系） - 棚城健二郎[41]
- 今日から俺は!! 第1話（2018年10月14日、日本テレビ） - 井上[42]
- 剣客商売 第5作「手裏剣お秀」（2018年12月21日、フジテレビ） - 野口平馬
- 関西テレビ開局60周年特別ドラマ「BRIDGE はじまりは1995.1.17神戸」（2019年1月15日、カンテレ・フジテレビ系） - 花祭俊貴
- スキャンダル専門弁護士 QUEEN 第2話（2019年1月17日、フジテレビ） - 谷正輝
- トレース〜科捜研の男〜 第4話（2019年1月28日、フジテレビ） - 富岡翔平
- ストロベリーナイト・サーガ 第2話・第3話（2019年4月18日・25日、フジテレビ） - 戸部真樹夫
- Heaven? 〜ご苦楽レストラン〜 第1話（2019年7月9日、TBS） - 鷲尾
- べしゃり暮らし 第2話、第5話・第6話（2019年8月3日・24日・31日、テレビ朝日） - 下柳輝弘
- 日曜プライム 刑事ゼロ スペシャル（2019年9月15日、テレビ朝日） - 安西樹貴[43]
- 刑事7人 シーズン5 最終話（2019年9月18日、テレビ朝日）
- 臨床犯罪学者 火村英生の推理2019「ABCキラー」編（2019年9月29日、日本テレビ） - 壇健作[44]
- 赤ひげ2 第3話（2019年11月15日、NHK BSプレミアム） - 伸吉
- そろばん侍 風の市兵衛SP〜天空の鷹〜（2020年1月3日、NHK総合） - 祇円
- 新・ミナミの帝王 失われた絆（2020年1月18日、カンテレ） - 大林哲彦[45]
- 大岡越前5 第5話（2020年2月7日、NHK BSプレミアム） - 佐吉
- 特捜9 season3 第1話（2020年4月8日、テレビ朝日） - 毛利建二
- スーパープレミアム 柳生一族の陰謀（2020年4月11日、NHK BSプレミアム） - 烏丸文麿[46]
- 異世界居酒屋「のぶ」 （WOWOW） - ゲーアノート[47]
  - Season 1（2020年5月16日 - 7月17日）[48]
  - Season 2 〜魔女と大司教編〜（2022年5月27日 - 7月29日）[49]
  - Season 3 〜皇帝とオイリアの王女編〜（2023年1月13日 - 3月17日）[50]
- 警視庁・捜査一課長2020 第14話（2020年8月20日、テレビ朝日） - 干馬伊純
- ざんねんないきもの事典 第1・9・15話（2020年10月8日・12月3日・2021年1月21日、テレビ東京） - 宇多賢人[51]
- 記憶捜査2〜新宿東署事件ファイル〜 第5話（2020年11月20日、テレビ東京） - 佐久間洋二
- どんぶり委員長 第7話 - （2020年12月6日 - 2021年1月3日、BSテレ東） - 吉田父[52]
- そのご縁、お届けします-メルカリであったほんとの話- 最終話（2020年12月9日、MBS・TBS系） - 黒江健司[53]
- 脳科学弁護士 海堂梓 ダウト（2021年4月12日、テレビ東京） - 谷崎隼人[54]
- IP〜サイバー捜査班 第8話・最終話（2021年9月9日・16日、テレビ朝日） - 永尾享二
- 忠臣蔵狂詩曲No.5 中村仲蔵 出世階段（2021年12月4日・11日、NHK BSプレミアム / NHK BS4K） - 中村助五郎
- だれかに話したくなる山本周五郎日替わりドラマ2 第2話『暗がりの乙松』（2022年2月4日、NHK BSプレミアム） - 乙松[55]
- 武士とその妻（2022年3月12日、BS-TBS） - 原正盛[56]
- <火曜ACTION!>アイゾウ 警視庁・心理分析捜査班 第1話・第2話（2022年10月11日・18日、フジテレビ） - 黒田壮太[57]
- 相棒 season21 第3話（2022年10月26日、テレビ朝日） - 羽柴亮平[58]
- 大河ドラマ（NHK）
  - どうする家康（2023年1月8日 - 12月17日） - 本多忠真
- 稲妻ムービーマーケット（2023年4月3日 - 6月26日 、サンテレビ） - 倉田[59]
- ドロップ（2023年6月2日 - 8月4日、WOWOW） - 片桐[60]
- ブラックポストマン 第1話・第6話（2023年8月18日・9月22日、テレビ東京） - 杉原勝次[61]
- シッコウ!!〜犬と私と執行官〜 第7話（2023年8月22日、テレビ朝日） - 街金「タンタンファイナンス」融資部長 土山次郎[62]
- シークレット同盟（2024年4月5日 - 6月21日、読売テレビ） - 藤田義彦[63]
- 鬼平犯科帳（時代劇専門チャンネル） - 小川や梅吉
  - 鬼平犯科帳 でくの十蔵（2024年6月8日）[64]
  - 鬼平犯科帳 血頭の丹兵衛（2024年7月6日）[64]
- 錦糸町パラダイス〜渋谷から一本〜（2024年7月13日 - 9月28日、テレビ東京） - 寿命の男[65]
- デスゲームで待ってる（2024年10月25日 - 12月27日、関西テレビ） - 瀬戸内ツネ[66]
- Qrosの女 スクープという名の狂気 第4話・第5話・第7話・第8話・最終話（2024年10月28日・11月4日・18日・25日・12月9日、テレビ東京） - 桑嶋隆平 役[67]
- アイシー〜瞬間記憶捜査・柊班〜 第7話・第8話（2025年3月4日・11日、フジテレビ） - 花形龍二 役[68]
- 特集ドラマ「天城越え」（2025年3月23日：BS8K、5月10日：BSプレミアム4K、6月14日：NHK BS） - 熊川刑事 役[69]
- Dr.アシュラ 第1話（2025年4月16日、フジテレビ） - 田中 役[70]
- ミッドナイト屋台〜ラ・ボンノォ〜 第2話（2025年4月19日、東海テレビ・フジテレビ） - 荒井純平 役[71]
- TOKAGE 警視庁特殊犯捜査係（2025年6月30日、テレビ東京） - 新田智樹 役[72]
- ちはやふる-めぐり-（2025年7月9日 - 、日本テレビ） - 島強 役[73]
- スティンガース 警視庁おとり捜査検証室 第3話（2025年8月5日、フジテレビ） - 仁井谷駿介 役[74]
- 大阪激流伝（2025年8月31日〈予定〉、NHK総合） - 田口雅征 役[75]
- 鈴井貴之の道民ドラマ（2025年10月24日〈予定〉、NHK総合） - 鍵谷晋 役[76]
- FOGDOG（2025年放送予定、読売テレビ）[77]

### Web配信ドラマ
- 歌で逢いましょう♪ 第3話「いとしいひとへ 〜Merry Christmas〜」（2006年2月10日、GyaO）
- ラブ・コレ 東京Love Collection（2006年3月17日 - 5月26日、GyaO） - オサム
- ゴールデンスランバー ビハインドストーリー 首相暗殺事件、その視聴者（2009年12月21日 - 2010年1月4日、LISMO Channel） - 田中徹
- 係長 青島俊作 THE MOBILE 事件は取調室で起きている! 第3話（2010年6月8日、docomo） - 竹下（被害者）
- 君と僕との約束（2012年4月1日 - 5月23日、BeeTV）
- 火花（2016年6月3日、Netflix） - 神谷才蔵[78]
- 警視庁 ナシゴレン課 番外編『恋のアルマジロ』（2016年10月18日 - 12月20日、auビデオパス） - 高見拳次郎
- SICK'S 恕乃抄 〜内閣情報調査室特務事項専従係事件簿〜（2018年4月1日 - 8月11日、Paravi） - 長谷部国重[79]
  - SICK'S 覇乃抄 〜内閣情報調査室特務事項専従係事件簿〜（2019年3月23日 - 5月18日）[80]
  - SICK'S 厩乃抄 〜内閣情報調査室特務事項専従係事件簿〜（2019年9月15日 - 11月9日）
- FOLLOWERS 第1話・第2話、第5話（2020年2月27日、Netflix） - 濱田[81]
- 死にたい夜にかぎって 特別編「あとがき」（2020年4月1日、TSUTAYAプレミアム） - 宅間（タクシー運転手）[82]
- RIDER TIME 仮面ライダーディケイド VS ジオウ/ディケイド館のデス・ゲーム 第1話（2021年2月9日、東映特撮ファンクラブ） - ヤクザ風の男[83]
- 龍が如く〜Beyond the Game〜 (2024年10月。Amazon MGMスタジオ) - 大石役

### Web配信映画
- 次元大介（2023年10月13日、Amazon Prime Video）[84] - 広重（情報屋）

### ポッドキャスト
- アレク氏 2120 第1話 - 第3話（2020年11月19日、Audible） - 駮馬浩二[85][86]

### ラジオドラマ
- FMシアター 『よろしく「ちゃんぽん係長」』（2013年5月18日、松山局制作、NHK-FM） - 主演・松岡真一[87]
- DOCOMO SOUNDS OF STORY〜ASADA JIRO LIBRARY〜『骨の来歴』（2014年5月31日、J-WAVE） - 朗読[88]
- 戦後70年特別ラジオドラマ『南号作戦 最後の輸送船 東城丸』（2015年11月8日、ABCラジオ） - 主演・東城丸三席通信士 前田昭彦 役（和田正人とダブル主演）[89]
- FMシアター 『オールに願いを』（2020年9月19日、長崎局制作、NHK-FM） - 雄吾[90]

### テレビアニメ
- テニスの王子様 第129話（2004年4月14日、テレビ東京） - ギャラリー

### 舞台
- 乱-Run- 第1回公演 金沢の乱「ラストネーム」（2009年4月24日 - 26日） - 九重[91]
- その男（2009年4月 - 5月 東京芸術劇場中ホール、新歌舞伎座） - 伊庭八郎
- 乱-Run- 第2回公演 「365000の空に浮かぶ月」（2014年12月31日 - 2015年1月6日 本多劇場）[92]
- MOJO（2017年6月23日 - 7月14日 品川プリンスホテル クラブeX） - ミッキー[93]
- サマージャンボPresents 氷艶hyoen2019ー月光りの如くー（2019年7月26日 - 28日 横浜アリーナ） - 長道
- GOZEN-狂乱の剣-（2019年9月12日 - 23日 サンシャイン劇場、2019年9月27日 - 29日 梅田芸術劇場 シアター・ドラマシティ） - 望月甲斐正[94]
- 舞台 真・三國無双〜赤壁の戦い IF〜（2020年8月20日 - 24日、日本青年館ホール） - 曹操[95]
- LUXE［リュクス］アイスショー（2021年5月15日 - 17日、横浜アリーナ） - ネッサン[96]
- 舞台 真・三國無双〜荊州争奪戦 IF〜（2021年9月3日 - 8日、EX THEATER ROPPONGI） - 曹操[97]
- TEAM NACS Solo Project 5D2 -FIVE DIMENSIONS II- 戸次重幸『幾つの大罪〜How many sins are there？〜』（2023年4月15 - 23日、東京：EX THEATER ROPPONGI / 4月28日 - 30日、大阪：森ノ宮ピロティホール / 5月5日 - 7日、札幌：カナモトホール） - 燕尾一郎
- 朗読劇「同姓同名」（2024年5月7日 - 12日、三越劇場） - 大山正紀[98]
- 舞台 甘美なる誘拐（2024年9月13日 - 16日、シアター1010）[99]
- 音楽朗読劇「ひまわりの歌〜ヘブンズ・レコードからの景色〜」（2025年1月17日 - 26日、神戸朝日ホール / 1月30日 - 2月8日、有楽町朝日ホール）[100]
- 舞台「全員犯人、だけど被害者、しかも探偵」（2025年4月23日 - 29日、博品館劇場） - 神嶋哲[101]
- 舞台 炎の風景（2025年9月12日 - 21日〈予定〉、東京：よみうり大手町ホール / 9月27日 - 28日〈予定〉、兵庫：神戸朝日ホール）[102]
- 松竹創業130周年記念「じゃりン子チエ」（2025年11月15日 - 25日〈予定〉、大阪松竹座） - 竹本テツ[103][104]

### Vシネマ
- 恐喝一代記（2008年11月15日、コンセプトフィルム） - 笠原ツヨシ
- 東京NEO魔悲夜（マフィア）1（2008年11月25日、オールインエンタテインメント） - 神山涼
  - 東京NEO魔悲夜2（2009年1月25日）
- ガチバンⅣ 最狂戦争（2009年7月17日、AMGエンタテインメント / ハピネット） - 竜哉
- 実録・悪漢（2009年10月25日、オールインエンタテインメント） - 主演・中村篤志
  - 実録・悪漢完結編（2009年11月25日） - 主演・侠仁会若頭 中村篤志
- 兄弟の墓場（2010年1月25日、オールインエンタテインメント） - 天吉組若頭補佐 森巣美佐男
  - 兄弟の墓場 完結編（2010年3月5日） - 主演・天吉組若頭 森巣美佐男
- 麻雀飛龍伝説 天牌 -TENPAI- シリーズ（クロックワークス） - 主演・沖本瞬
  - 麻雀飛龍伝説 天牌 -TENPAI- 四川弔激闘史（2010年5月）
  - 麻雀飛龍伝説 天牌 -TENPAI- 黒沢最終決戦史（2010年7月）
  - 麻雀飛龍伝説 天牌 -TENPAI- 元禄闘牌決戦史（2011年12月23日）
  - 麻雀飛龍伝説 天牌 -TENPAI- 無間地獄脱出史（2012年1月27日）
- ドブネズミのバラード（2010年11月19日、GPミュージアム） - ディウン
- ヒロミくん!全国総番長への道（2011年4月15日、松竹） - 片桐恭介
- 新・野望の軍団（2011年5月20日、オールインエンタテインメント） - 主演・浦上龍二
  - 新・野望の軍団 第二部（2011年6月17日）
  - 新・野望の軍団 第三部（2011年7月22日）
- 狼たちの掟（2011年10月21日、GPミュージアム） - 主演・皆川弘
- アウトローズ（2011年10月21日、オールインエンタテインメント） - ツトム
- 首領の道 3 - 5（オールインエンタテインメント） - 狩野組 狩野勝利(初代狩野組総長狩野誠蔵の実子)
  - 首領の道3（2012年5月18日）
  - 首領の道4（2012年8月17日）
  - 首領の道5（2012年11月16日）
- 仁義の戦い（2012年7月20日、オールインエンタテインメント） - 主演・板倉組若頭 早坂
- 激動の疵（2012年8月17日、オールインエンタテインメント）
- 新・年少バトルロワイヤル（2013年6月21日、オールインエンタテインメント） - スズキ
- 新・喧嘩高校軍団 義士高vs.民族高（2013年7月19日、オールインエンタテインメント） - 右翼青年
- 修羅の伝承 荒ぶる狂犬（2014年5月2日、オールインエンタテインメント） - 秋山秀一
- むこうぶち11 高レート裏麻雀列伝 鉄砲玉（2014年10月3日、オールインエンタテインメント） - 岡（極道）
- 日本やくざ抗争史 巨大組織分裂（2015年1月2日、オールインエンタテインメント） - 台道
- 鎧武/ガイム外伝 仮面ライダー斬月/仮面ライダーバロン（2015年4月22日、東映ビデオ） - シド
  - 鎧武/ガイム外伝 仮面ライダーデューク/仮面ライダーナックル（2015年11月11日、東映ビデオ）
- 仁義なきやくざ（2015年7月3日、オールインエンタテインメント） - 主演・辰巳会若頭 台東剛志
  - 仁義なきやくざ2（2015年8月7日）
- 裏社会の男たち シリーズ（オールインエンタテインメント） - 総合商社W・R・C会長秘書 多田野真実
  - 裏社会の男たち（2015年11月6日）
  - 裏社会の男たち 第二章（2016年1月1日）
  - 裏社会の男たち 第三章（2016年3月4日）
  - 裏社会の男たち 第四章（2016年5月6日）
  - 裏社会の男たち 第五章（2016年7月1日）
  - 裏社会の男たち 最終章（2016年10月7日）
- 極道天下布武（2017年6月2日、オールインエンタテインメント） - 織木組豊海組若衆 石倉三成
  - 極道天下布武 第四章（2017年12月25日）
- 頂点(てっぺん) シリーズ（2017年、オールインエンタテインメント）全3作 - 主演・神田竜一（剛造の実子）
  - 頂点(てっぺん)（2017年7月7日） - 神田組若頭補佐
  - 頂点(てっぺん)2（2017年8月4日） - 神田組若頭
  - 頂点(てっぺん)3（2017年9月1日） - 神田組二代目組長
- 我王伝 シリーズ（2018年、オールインエンタテインメント）全3作 - 二代目神代組組員 大村卓也
  - 我王伝 第一章（2018年2月25日）
  - 我王伝 第二章（2018年4月25日）
  - 我王伝 最終章（2018年6月25日）
- 任侠哀歌(エレジー) シリーズ（2018年、オールインエンタテインメント）全3作 - 主演・黒崎剣
  - 任侠哀歌(エレジー)（2018年3月25日）
  - 任俠哀歌(エレジー)2（2018年5月25日）
  - 任俠哀歌(エレジー)3（2018年7月25日）
- 疵と掟1・2（2018年4月25日・5月25日、オールインエンタテインメント） - 主演・安斉組立花組組長 立花修治
- 極道の門 第四部（2018年7月25日、オールインエンタテインメント）- 二代目大政組二代目尾形組倉嶋組幹部 梶谷信三
- CONFLICT 〜最大の抗争〜 第三章 第四章（2018年10月25日・11月25日、オールインエンタテインメント） - 岡崎信二
- 日本統一外伝 田村悠人（2021年） - 丸神会迫田組若頭補佐 林龍馬
- CONNECT 覇者への道（2024年） - IT企業社長 向井直政

### テレビ番組
- 超入門!落語 THE MOVIEシーズン2 第2回「くっしゃみ講釈」（2017年10月12日、NHK） - 男
- イロ・ドリ・とりっぷ（2018年1月9日 - 2月27日、フジテレビ） - 編集長・米田寅次郎（ナレーションも兼任）
- THE突破ファイル File.1「ラーメン博物館」（2018年12月13日、日本テレビ） - 村中伸宣
- かまいたちの ぶっつけ本番GP（2022年1月6日、テレビ朝日）[105]

### ウェブテレビ
- 新春オールスター麻雀大会2019（2019年1月2日 - 3日、AbemaTV）[106]
- 新春オールスター麻雀大会2020（2020年1月2日 - 3日、AbemaTV）[107]※テレビ朝日でも一部放送

### PV・MV
- lecca「時の中で」（2008年7月30日）
- FUNKY MONKEY BΛBY'S「エール」（2021年9月22日）[108]

### CM
- 日本生命保険 愛する人のために「路面電車」編（2006年）
- TSUTAYA『TSUTAYA DISCAS』（2008年）
- サントリー 金麦（2011年）
- トヨタ自動車「VOXY」（2014年）

### ゲーム
- 仮面ライダーバトル ガンバライジング（2014年、バンダイ） - 仮面ライダーシグルド
- 仮面ライダーバトル ガンバレジェンズ（2023年、バンダイ） - 仮面ライダーシグルド

### 玩具
- プレミアムバンダイ限定 DXシドロックシード（2014年、バンダイ） - シド
- COMPLETE SELECTION MODIFICATION ゲネシスドライバー（2024年3月、バンダイ） - シド / 仮面ライダーシグルド

### その他
- 『ママ⭐︎深夜便』「真夜中の絵本」（2022年2月24日、NHKラジオ第一）[109] - （絵本朗読「たこやきのたこさぶろう」「ちょっとだけ」「おおきなかぶ」）

## 作品

### 写真集
- FOURTY（2019年8月、集英社、※デジタル版のみ）[110][111]